# Caridina pseudonilotica
Caridina pseudonilotica е вид десетоного от семейство Atyidae. Видът е уязвим и сериозно застрашен от изчезване.

## Разпространение
Разпространен е в Уганда.